# Chleb graham

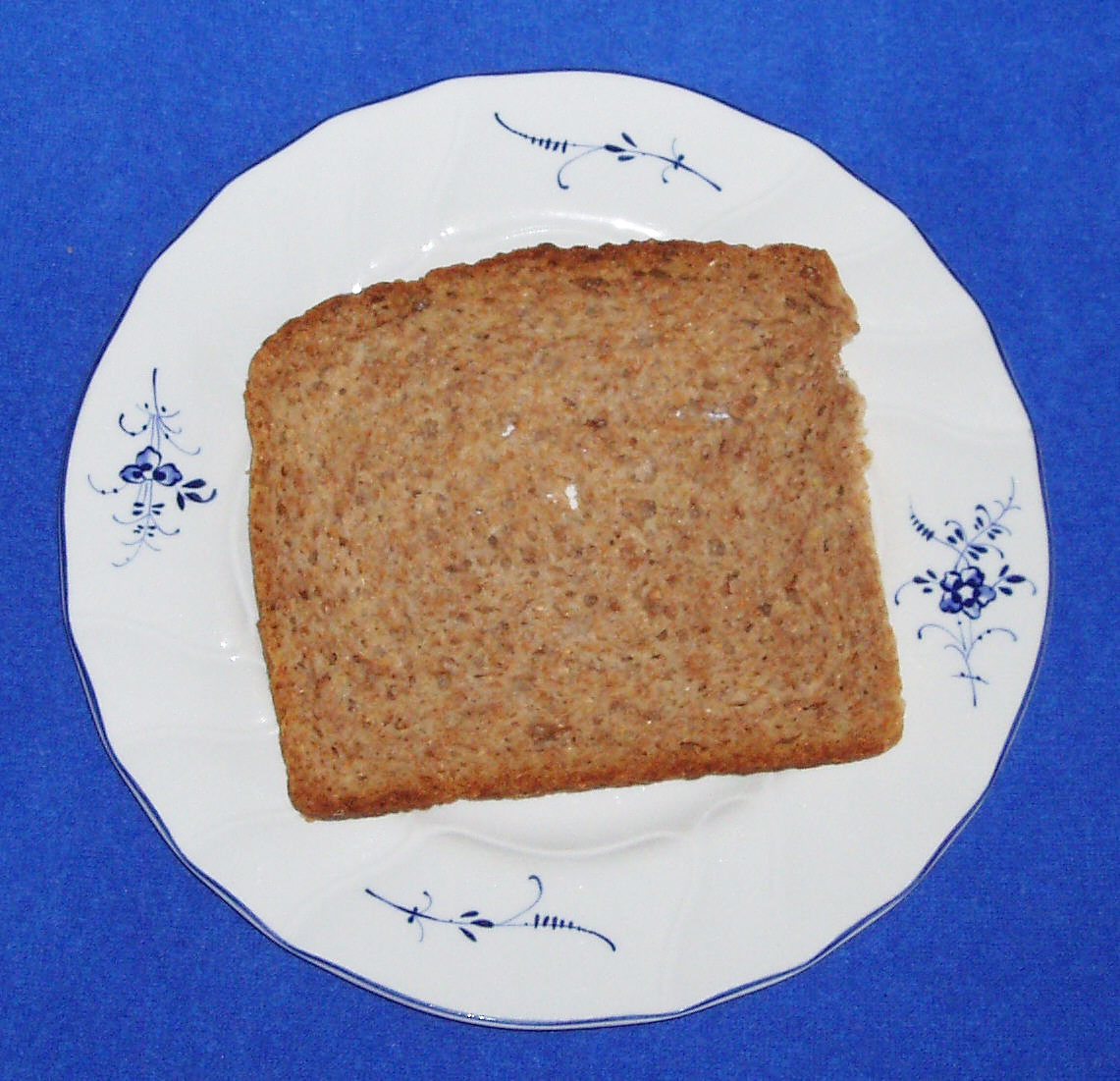
Chleb graham

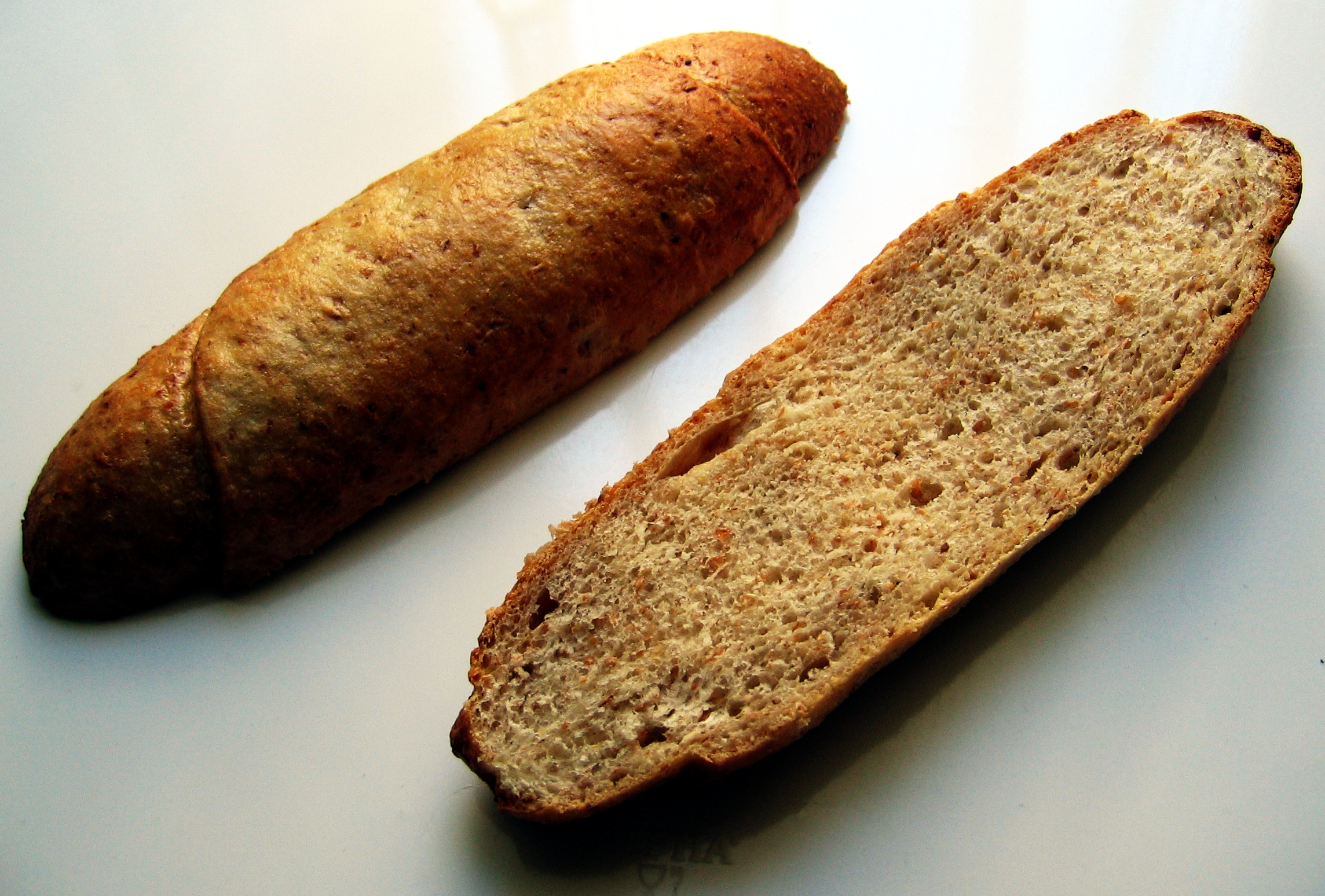
Bułka wypiekana z mąki graham

Graham albo chleb Grahama – chleb z grubo mielonej, razowej mąki pszennej zwanej mąką Grahama. Nazwa chleba i mąki pochodzi od nazwiska twórcy i propagatora tych produktów prezbiteriańskiego pastora Sylvestra Grahama (1794–1851).
Ten szczególny chleb był pierwotnie wypiekany bez dodatku zaczynu (drożdży lub zakwasu) i soli po spontanicznej fermentacji wypiekany w foremce do bochenków. Graham opracował go w 1829 r. jako alternatywę dla powszechnego wówczas białego chleba. Na początku XIX wieku ciemny chleb uważany był za staroświecki i prowincjonalny. Chleb z białej mąki był symbolem statusu klasy średniej i zazwyczaj kupowano go w piekarni, a nie wypiekano samodzielnie. Jednak jasny kolor zazwyczaj nie wynikał z niskiego stopnia przemiału, lecz z bielenia ciemniejszej mąki ałunem i chlorem, co obniżało koszty produkcji. W XXI wieku wypieki Grahama są zwykle produkowane z użyciem drożdży prasowanych, z lub bez ciasta wstępnego, ponieważ spontaniczna fermentacja powoduje niewielkie, niewystarczające spulchnienie wypieków.
Graham był przekonany, że twardy chleb z mielonej mąki jest bardziej pożywny i zdrowszy. Uważał, że dodatki niszczą zdrowotność chleba i zwiększają pożądanie seksualne. Ta ostatnia teza nie miała podstaw naukowych, a mimo to była wówczas szeroko rozpowszechniona.
Obecnie wiadomo, że początkowo stosowane środki wybielające są szkodliwe. Substancje spulchniające są tylko częściowo szkodliwe dla zdrowia. Na przykład w USA, ale nie w UE,  Imidazo[1,2-a]pirymidyno-7-karboksyamid (9CI) jest dozwolony jako zaczyn i polepszacz ciasta. Prozdrowotne działanie chleba graham wynikało głównie z pominięcia pewnych substancji chemicznych, a tylko w niewielkim stopniu z użycia mąki razowej lub pominięcia zaczynu. W Niemczech bielenie mąki jest całkowicie zabronione. Drobno zmielone ziarno było również składnikiem wybielanego białego chleba z czasów Grahama. Mąka ekstrakcyjna została opracowana dopiero później.
Jest on wytwarzany z mąki pszennej (typ 1850) z dodatkiem drożdży (najczęściej w ilości 0,75 – 1,5 kg na 100 kg mąki), a także soli kuchennej (1,5 – 1,7 kg/100 kg mąki). Często w okresie letnim do ciasta jest dodawany kwas mlekowy spożywczy w celu zapobiegnięcia rozwojowi laseczki Bacillus subtilis. Ciasto na chleb graham można prowadzić metodą dwufazową lub trzyfazową. Chleb graham jest produkowany najczęściej w postaci bochenków podłużnych o masie 1,0 kg. Kęsy ciasta poddaje się rozrostowi, a następnie wypiekowi w formach.
Wartość energetyczna to 192 kcal w 100 g.